# Del Norte Al Sur
Del Norte Al Sur è il secondo album del gruppo musicale messicano Kinto Sol pubblicato il 2001 dalla Disa Music.

## Tracce
1. Intro – 1:15
2. No Muerdas La Mano – 3:46
3. Como En Secundaria – 3:43
4. Skit – 0:33
5. El Capitan – 3:40
6. Si Muero Yo Mueres Tu – 3:40
7. Qvo – 3:55
8. Que Risa Que Me Da – 4:03
9. Skit – 0:15
10. Vamos a Gozar – 4:06
11. Asalto – 5:37
12. El Mero Mero – 4:02
13. Tal Vez – 4:36
14. Intermedio – 0:33
15. Mi Verdad Odio y Realidad – 3:39
16. Skit – 0:33
17. Apunta Tu Cuete – 4:29
18. La Fonda (skit) – 0:49
19. Mi Cuadra – 4:00
20. La Batalla De La Vida – 3:57